# 제16회 서울 국제 만화 애니메이션 페스티벌
제16회 서울 국제 만화 애니메이션 페스티벌은 2012년 7월 18일에 열린 시상식이다.

## 수상 및 후보

### 장편 - 그랑프리
- 고슴도치 조지 - 부이텍 바브슈칙 수상

### 장편 - 심사위원 특별상
- 파닥파닥 - 이대희 수상

### 일반단편 - 그랑프리
- 메이커 - 크리스토퍼 케젤로스 수상

### 일반단편 - 우수상
- 오목어 - 김진만 수상

### 일반단편 - 심사위원 특별상
- 안락 - 피에르 듀코스 수상

### 일반단편 - 관객상
- 사과 먹는 법 - 오수형 수상

### 학생단편 - 그랑프리
- 곤충들의 역습 - 조니 마니스토 수상

### 학생단편 - 우수상
- 노을 꽃 필 때 - 후 유안유안 수상

### 학생단편 - 심사위원 특별상
- 마지막 한모금 - 게오르기 보구슬라브스키 수상

### 시카프 온라인 - 우수상
- 합창단 투어 - 에드먼드 얀손
- 산 - 데이빗 프로서

### TV & 커미션드 - 심사위원 특별상
- 정글 번치 - 빙산으로의 귀환 - 데이빗 알루 수상
- 베이비 아임 유어스 - 이리나 다케바 수상

### 인터넷 애니메이션 - 싸이월드 우수상
- 고양이 바클리 - 치우 리웨이 수상
- 토토 - 우베 하이트쇠터 수상

### 경쟁단편부문
- 돼지의 왕 - 연상호
- 파닥파닥 - 이대희
- 알로이스 네벨 - 토마스 루네크
- 고슴도치 조지 - 부이텍 바브슈칙
- 미도리코 - 쿠로사카 케이타

### 경쟁단편 - 학생부문
- 오이디푸스 - 폴 드리센
- 리틀 뱀파이어 칼리 - 레지나 페소아
- 야생의 삶 - 웬디 틸바이 외 1명
- 소녀이야기 - 김준기
- 항구 이야기 - 이토 유이치
- 3편의 시 - 샤론 가짓
- 가려움 - 파트릭 스훈마커르
- 공주와 용 - 빈한 토 외 1명
- 관점 - 황보새별
- 내추럴 어반 네이쳐 - 강민지
- 냉동 쵸콜릿 생쥐 - 도나토 산소네
- 눈물바다 - 염동철
- 메이커 - 크리스토퍼 케젤로스
- 펍 - 조셉 피어스
- 독립 정신 - 마르타 몬테이로
- 돼지 파는 날 - 첸 시펑
- 뒷방 - 미하일 크렌 외 1명
- 로망스 - 게오르그 쒸제벨
- 마이너스 - 마린 브륀 외 6명
- 매니 고 라운드 - 나카니시 요시히사
- 모던 No.2 - 미즈에 미라이
- 바오 - 산드라 데스마지에레스
- 반짝반짝 - 탄게 필름
- 배급권 - 첸 시
- 봄의 매커니즘 - 와다 아츠시
- 붉은 강, 송홍 - 스테파니 랑사크
- 빅 드라이브 - 아니타 르보
- 빌라 안트로포프 - 카스파 앤시스
- 사과 먹는 법 - 오수형
- 버스데이 - 바라 자리
- 숙녀들의 하룻밤 - 한병아
- 숲에서 - 폰즈 스키에돔
- 스모 - 로렌 브레방
- 아니예츠카 - 이자벨라 바르토시크
- 아스톤의 선물 - 우지 게펜블레드 외 1명
- 안락 - 피에르 듀코스 외 1명
- 오르가노폴리스 - 루이스 니에토
- 오목어 - 김진만
- 완벽한 인생 - 외즈귈 귀르뷔즈
- 우르서스 - 레이니스 피터슨스
- 위대한 토끼 - 와다 아츠시
- 잉크천지 - 안네 크리스틴 베르게
- 미안해, 수염수리 - 바렐리 마르셀
- 절대 멈추지 않는 사람들 - 플로리안 피엔토
- 정복자 - 사롤타 스자보 외 1명
- 집 - 데이비드 부오브
- 하루에 12장 - 드니 샤퐁

### 경쟁 시카프 쇼케이스 부문
- 366일 - 요하네스 쉬슬
- 거꾸로 - 티모시 렉카트
- 거북이와 자라의 결투 - 정얀치
- 고양이와의 한판 - 사라 세이단
- 곤충들의 역습 - 조니 마니스토
- 그레이 호프 - 한성권
- 그림자 - 김승래
- 길고 곧은 길을 혼자 걸으며 - 오카모토 마사노리
- 꼬리 물기 - 김송이
- 나는 괴물이 아냐 - 한나 르타이프
- 노을 꽃 필 때 - 후 유안유안
- 레일 - 잭 틸리
- 마법의 트럼펫 - 아르모니 부샤르 외 3명
- 마지막 한모금 - 게오르기 보구슬라브스키
- 무정란 - 오카와라 료
- 미스터 콕 - 수 청
- 민달팽이의 침략 - 모튼 헬겔랜드 외 1명
- 뿌리 - 하동현
- 사냥꾼 - 마리카 왈시
- 사랑하는 시체들의 밤 - 안나 험프리즈
- 사쿠라모토의 빗자루 공방 - 츠게하타 아야
- 산타가 내려오신대 - 송제호 외 2명
- 삶의 궤도 - 친 롱
- 삶의 무게 - 다비드 레네 크리스텐센
- 서랍장 - 사니 라티넨
- 신이시여, 소샤나는 그렇게 천국에 갔답니다 - 톰 아펠 외 1명
- 알레그로 - 주윤철
- 어떤 여행 - 파비오 프리들리
- 얼음조각 - 함완식 외 1명
- 엘리아 - 마티유 겔라르
- 오늘의 요리 - 신은애 외 1명
- 움도니 나무 - 세자르 데스몬드 페르멘데스
- 작은 묘비 - 프레데릭 아자이 외 3명
- 전기충격 - 파스칼 샹들리에 외 4명
- 지지 - 자오 시저
- 태양훔치기 - 마르샬 퐁탕 외 3명
- 통과의례 - 크리스티앙 뵐빙 앤더슨
- 플라잉 액시던트 - 신동현
- 피시토, 떠나다. - 소냐 켄델
- 핵폐기물 처리법 - 얀 라흐아우어 외 1명
- 행복한 기념일 - 쳉 텡 외 1명

### 경쟁인터넷애니메이션부문
- 개집 유랑 - 미즈모토 히로유키
- 고양이 바클리 - 치우 리웨이
- 그레나딘과 페퍼민트 - 냉동 맘모스 - 에릭 베르티에
- 긴자스 Ep.14 - 제프 외 1명
- 깨미 - 홍원기
- 꼬마 쥐의 모험 - 거대 쥐의 습격 - 라조스 나기 외 1명
- 니나 파탈로 - Ep3. 이가 아파요 - 보리스 기오토
- 듀크 오브 브록스토니아 - 토마토 - 수렌 페레라
- 룹디두 - 달걀 돌보기는 힘들어 - 폴 를뤼크
- 리틀 두 - 치우 리웨이
- 리틀벨리와 그린친구들 - Ep.4 파티 타임 - 방상민
- 머리 속에 사는 사람들 - 파트 4. 머리 본부와 창고 - 에스테르 소보스라이
- 명탐정 주 - 올리비에 를라르두
- 미술탐험대 - 홍인표
- 미아와 나 - 게르하르트 한
- 밀로와 뒤죽박죽 마을 - 마티유 슈발리에 외 1명
- 반쪽 영웅 - 레온 딩
- 비달과 떠나는 포르투갈 역사 여행 - 누노 마토스
- 서커스 쇼 - 신창환 외 1명
- 안아줘요 무무 ! - 몽글몽글 도레미 - 스텔라 후앙
- 정글 번치 - 뉴스 비트 17 - 에릭 토스티 외 1명
- 정글 번치 - 빙산으로의 귀환 - 에릭 토스티 외 1명
- 주바부 - 하이에나 - 토니 가르시아
- 주인이 잠든 사이 - 다두마니 스튜디오
- 키오카 - 얼음 속 물고기 - 김화희
- 파차마마 - 리우 유슈
- 헝가리 전래동화 - 말하는 포도덩굴, 웃는 사과와 딸랑거리는 복숭아 - 마리아 호바스
- 헝겊조각 베개 친구들 - Ep.11 돌아와요 해님! - 모한 서브라마니암

### 시카프의 시선
- BBC -책을 읽자 - 트랜지스터
- CFSC - 외계인 던컨 - 호 츠람
- Koffia2011 트레일러 - 강민지
- 고고학자들_동물고고학자 - 마크 슈발리에 외 2명
- 고양이의 센스 - 마크 구스타프슨
- 고티에 - 브론테 - 제이슨 파먼트 외 1명
- 국제앰네스티 - 침묵을 깨다 - 체에르체에르
- 내가 왕이 되면 - 스베레 프레드릭센
- 던전앤파이터 - 열정 - 이종목
- 라바짜 - 내 맘대로 동화 - 다도마니 스튜디오
- 레드불 뮤직 아카데미 월드 투어 - 피트 캔디랜드
- 배란 - 로레타 아놀드
- 베이비 아임 유어스 - 이리나 다케바
- 쁘띠 바토 -무명실이 티셔츠가 되기까지 - 피에르-엠마누엘 리에
- 안녕 - 권현화
- 앤드 앤드 - 미즈에 미라이
- 엑스와이제트 노트 - 김예영
- 엠넷 - 개똥벌레 & 무당벌레 - 샤이 더 선
- 오늘 - 란 시에라즈키
- 잠자는 미인 - 산드라 산토스의 12학년 학생들
- 콜럼버스 - 베로니마 사마트세바 외 1명
- 클로버 - 웨이 베터 - 샤이 더 선
- 토요타 프리우스 - 축구 코치 - 플로레센트 힐
- 토토 - 우베 하이트쇠터
- 투애니원 - Hate You - 김광은
- 페르솔 - 태양의 해 - 스테판 코델 외 1명
- 평화의 궁전 - ICJ와 PCA에 대해서 - 가체 존네벨트
- 호반 도시 - 예술 - 덩 보홍
- 혼다 - 캐논볼 런 - 댄 슈미츠

### 시카프 패밀리
- File Anima+ Opening - 안드레 아귀아르
- 8비트 워터슬라이드 - 티 앤 치즈
- 8월 - 마티아스 호이그
- 골든 아워 - 루시 파헤이
- 그리슬 - 제이미 클레넷
- 기념품 - 샤오수에 스노우 젱
- 까마귀 소년 - 안드레이 디페르트
- 꿈을 주는 사람 - 타일러 카터
- 남자의 문제 - 대니 오초아
- 농부 돼지 - 닉 크로스
- 눌라보 - 앨리스터 록하트 외 1명
- 뉴 딕스 - 마틴 센
- 달콤 살벌한 데이트 - 나가오 타케나
- 데이지 - 로히타쉬 라오
- 듀크 오브 브록스토니아 - 토마토 - 수렌 페레라
- 로트르 - 타냐 이도스티앙
- 루나 - 도나 브로코프
- 루미 - 마틴 피아나
- 리얼 피플 - 메러디스 우보카
- 마지막 사진 - 리사 파스칼
- 마타토로 - 마타토로 팀
- 머레이 맥라렌 “”우리에겐 시간이 있어“ - 데이비드 윌슨
- 미스터 레스모어의 환상적인 책 여행 - 윌리엄 조이스
- 바보의 금 - 데빈 로스
- 바이킹의 후예 - 벤자민 제이
- 반갑습니다. 저예요 - 히메다 마나부
- 변화를 위한 시간 - 제임스 커닝햄
- 부드러운 행진 - 우에쿠사 와타루
- 분노의 질주 - 다미안 네노프
- 붙잡을 수 없는 생각 - 마사키 오쿠다
- 비눗방울 여행 - 기욤 페스케 외 4명
- 비오는 도시 - 이시다 히로야스
- 비행소년 - 아리 톨가
- 빛의 물결 - 달시 프렌더개스트
- 사냥 - 테일러 프라이스
- 사슴 남자친구 - 드니 부이에
- 사형은 이제 그만 - 레미 노엘 외 1명
- 세상의 모든 괴물 - 가브리엘 리소트 외 3명
- 세일즈맨 피트와 외계 운석 - 마크 보이에 외 2명
- 소원을 들어드립니다. - 브루스 심슨
- 슈퍼 그랜파 2 - 브리힌 번즈 외 1명
- 스모 호수 - 그렉 홀펠드
- 얼룩들 - 후 유안유안
- 밀크 내스티 - T.J. 풀러
- 씨뿌리기 - 리 타오
- 아가씨 - 미할 소차
- 아기 해적단 - 폴 로버트슨
- 알콜중독 고양이 - 제이미 매더슨
- 애니메이션 VS 애니메이터 1 - 알란 베커
- 애니메이션 VS 애니메이터 2 - 알란 베커
- 애니메이션 핫라인 - 더스틴 그렐라
- 애니메이션의 모든 것 - 크리스천 그릿
- 약속 - 코노 아키
- 얼론 투게더 - 마크 에스테반 외 2명
- 예술공간 - 쎄쎄 첸
- 오메르타 - 파브리스 피테니 외 4명
- 온-롭 - 브루스 심슨
- 요리의 기술 - 실바인 마크
- 용기 - 재스민 라이
- 우르스 - 모리츠 마예르호퍼
- 플라이스 '트러커 딜라이트' - 제레미 펜
- 반 아울 - 안나 스펜서
- 원심력 체험 - 틸 노박
- 위험한 사랑 - 벤 라자러스
- 의자 뺏기 - 자크 코헨
- 재즈의 실루엣 - 도미닉 카이져 외 4명
- 점프 - 히심
- 조이라이드 - 알리사 로스웰
- 더 카토그래퍼 - 제인 샤드볼트
- 첫번째 접촉 - 제임스 커닝햄
- 체르노빌 아이들 - 닐 부슈즈 외 4명
- 캡틴짱! - 에칸 보도간
- 파리의 호수 - 로버트 스티븐슨
- 평면에의 저항 - 마를리스 반 더 웰
- 드로우 포커 - 스벤드 로스만 본드 외 3명
- 포크송과 발라드 - 마티유 베르네리 외 2명
- 폭풍의 눈 - 크리스토퍼 에일렌더
- 풍랑 - 케사르 카브랄
- 플라밍고 프라이드 - 토머 에셰드
- 하누만 챌리사 - 샤루비 아그라왈
- 핫 콘 - 후안 파블로 사라멜라
- 휴일 - 히라노 료

### 시카프 초이스
- 괴물 - 호소카와 신
- 구름사람 비사람 - 죠코 토모요시
- 귀신의 나쁜 기억 - 정주아
- 생활의 패턴 - 쉬쯔얀
- 내추럴 - 모리카와 쿄헤이
- 네 바퀴 위에서 - 스탠 치우
- 달과 저녁식사 - 사카이 오사무
- 대적자 - 리우 유슈
- 뛰어! - 아오키 쥰
- 띠띠리부 만딩씨 - 홍학순
- 랭귀지 - 김예원
- 로보팅 - 카토 쿠니오 외 1명
- 리틀 동키 - 잭 리
- 마인드 더 갭 - 후지타 쥰페이
- 물의 여행 - 잭 쉬
- 믹스 어 미니어스케이프 - 하야세 토모노리
- 바람이 지나가는 소리 - 류무선
- 반딧불이 - 카오 유찬
- 부활 - 미래는 미래가 아니다 - 몰스 잔
- 사나이 다테 - 모리타 슈헤이
- 사랑의 모습 - 첸 칭화
- 사신 수련생 - 퐁 유시에
- 사일런트 러브 - 첸 리촨
- 서예 VS 컴퓨터 폰트 - 린 칭티엔
- 선긋기 - 예 이쉬안
- 우시니치 - 이치노세 히로코
- 소문 - 데이빗 저우
- 수련의 사람 - 무라타 토모야스
- 신록 - 코야나기 타카에
- 신문의 역사 - 타나카 시몬
- 아무래도 이상해 - 사카모토 사쿠
- 에로스 - 리 페이웬
- 연애시작 - 나정인
- 은실이 - 김선아
- 일상적인 삶 - 김준
- 재즈 어 고고 - 간호사의 하루 - 야마나카 유키오
- 전봇대 엄마 - 사카모토 유스케
- 전철일지도 몰라 - 곤도 아키노
- 진찰실 - 오오야마 케이
- 찰나에서 온 묘로 - 양선우
- 침입하다 - 리우 다웨이
- 판타스틱 셀 - 미즈에 미라이
- 해피 보기즈 - 쿠리하라 타카시
- 혀 차는 새가 울던 날 - 나카타 아야카
- 호곡동 블루스 - 허만재

### 시카프 온라인
- 날아라 슈퍼 보드 - 송정율
- 새미의 어드벤쳐 2 - 벤 스타센
- 핌파룸: 세번째 행운 - 크리스티나 듀프코바 외 2명
- 55개의 양말 - 코 호에데만
- 꽃과 증기 - 카와구치 에리
- 난 고양이를 묻는 쥐들을 봤어 - 드미트리 겔러
- 두더지와 설인 - 타마다 유코
- 똑똑똑, 안녕하세요. 천사입니다 - 김윤희
- 루도 - 로맹 쿠르디
- 마리아 마젠타 - 올란다 라포레
- 마지막 트롤 - 피요트르 사페긴
- 마이브릿지의 실 - 야마무라 코지
- 빙글 빙글 - 마리우스 포트만
- 수영장의 고양이들 - 김보경
- 엑스엑스 - 모리시타 토요미
- 이젠 다 알잖아요 - 바스티안 스차벤딜
- 자고나니 토마토 - 야마키타 마유코
- 자화상 - 토마스 콜토프
- 철도 건널목 파수꾼 - 휴고 프라세토
- 클리오의 부기우기 - 카메라-etc
- 템비의 일기 - 김지수
- 스토리 오브 리틀 파울로 - 니콜라 리구오리
- 평생 - 콜렉티브 카메라-이티씨
- 할망바다 - 강희진
- 행복한 소원 - 잭 쉬
- 희망버스, 러브 스토리 - 박성미

### 월드 포커스
- 겨울 날 - 가와모토 기하치로
- 땡땡의 모든 것 - 안데르스 획스브로 외스테르고르
- 레이 해리하우젠: 특수효과의 전설 - 쥘 펜소
- 필름은 살아있다: 데즈카 오사무 - 카타야마 마사히로

### 오픈 프레임
- 길버트와 설리반 - 배리 퍼베스
- 깃털 - 배리 퍼베스
- 네가 정말 자랑스러워 - 돈 헤르츠펠트
- 넥스트 - 배리 퍼베스
- 다 잘될거야 - 돈 헤르츠펠트
- 리골레토 - 배리 퍼베스
- 미로 정원 - 배리 퍼베스
- 방송불가 - 돈 헤르츠펠트
- 빌리의 풍선 - 돈 헤르츠펠트
- 스크린 플레이 - 배리 퍼베스
- 아킬레스 - 배리 퍼베스
- 인생의 의미 - 돈 헤르츠펠트
- 좋은 날 - 돈 헤르츠펠트
- 차이코프스키 - 배리 퍼베스
- 해밀턴 매트리스 - 배리 퍼베스